# 1948-as magyar férfi vízilabdakupa
Az 1948-as magyar férfi vízilabdakupa a huszonharmadik kiírás volt a versenysorozat történetében. A kupára tizenkét csapat nevezett. A győzelmet az Újpesti TE szerezte meg.

## Eredmények

### Selejtező
május, június 1–5.
| 1. csapat         | Eredmény | 2. csapat |
| ----------------- | -------- | --------- |
| III. kerületi TVE | 4–2      | KASE      |
| Előre             | 3–0      | BEAC      |
| MAFC              | 3–0      | MTE       |
| Neményi           | 0–4      | NSC       |

### negyeddöntő
június, szeptember 5, 9., október 31.
| 1. csapat       | Eredmény      | 2. csapat         |
| --------------- | ------------- | ----------------- |
| NSC             | 1–4           | Vasas             |
| MTK             | 2–2 hu 2–3 hu | MAFC              |
| Ferencvárosi TC | 4–1           | III. kerületi TVE |
| Újpesti TE      | jn            | Előre             |

Az Előre visszalépett.

### Elődöntő
játéknap: november 14.
| 1. csapat  | Eredmény | 2. csapat       |
| ---------- | -------- | --------------- |
| Vasas      | 3–2      | Ferencvárosi TC |
| Újpesti TE | 1–0      | MAFC            |

### 3. helyért
játéknap: november 21. 
| 1. csapat       | Eredmény | 2. csapat |
| --------------- | -------- | --------- |
| Ferencvárosi TC | 3–1      | MAFC      |

### Döntő
| 1948. november 21. 20:00 | Újpesti TE | 4–3 | Vasas            | Játékvezetők: Ravasz |
| 1948. november 21. 20:00 | (3–1)      |     |                  | Játékvezetők: Ravasz |
| 1948. november 21. 20:00 | Kislégi 4  |     | Bozsi 2 Brandi 1 | Játékvezetők: Ravasz |

Az Újpesti TE kupagyőztes csapata: Várkonyi László – Holba Tivadar, Gyarmati Dezső, Vágó Imre, Lemhényi Dezső, Kislégi Kálmán, Spliesz Sándor